# 欧图耶
欧图耶（法語：Autouillet，法語發音：[otujɛ]）是法国法蘭西島大區伊夫林省的一个市镇，属于朗布依埃区。

## 地理
欧图耶（48°50'58"N, 1°48'14"E）面积4.93 平方千米，位于法国法蘭西島大區伊夫林省，该省份为法国北部内陆省份，北起瓦兹河谷省，西接厄尔省，西南接厄尔-卢瓦省，东南接埃松省，东临上塞纳省。
与欧图耶接壤的市镇（或旧市镇、城区）包括：图瓦里、欧特伊、布瓦西桑萨瓦尔、加朗西耶尔、马克、维利耶勒马约。

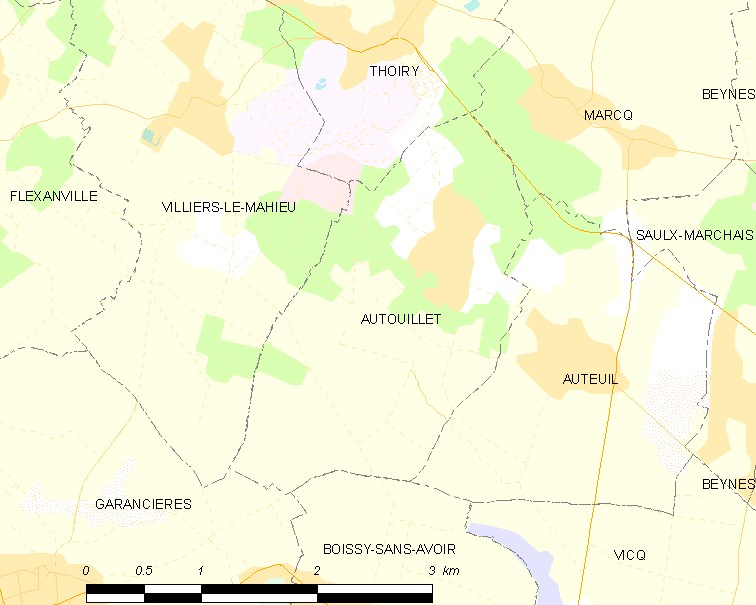
欧图耶的OSM定位图

欧图耶的时区为UTC+01:00、UTC+02:00（夏令时）。

## 行政
欧图耶的邮政编码为78770，INSEE市镇编码为78036。

## 政治
欧图耶所属的省级选区为欧贝让维尔县。

## 人口

1962-2008年间欧图耶人口变化图示

欧图耶于2022年1月1日时的人口数量为655人。